# Kungsbacka BI
Kungsbacka BI, Kungsbacka Boll- och idrottsförening eller KBI, var en idrottsförening i Kungsbacka i nordspetsen av Hallands län, främst bemärkt för sina framgångar i fotboll, där föreningen var stadens främsta lag under lejonparten av sin existens. KBI bildades 1967 genom en sammanslagning av (gamla) Kungsbacka IF och IFK Kungsbacka, föreningen upplöstes 2005 då den sammanlades med lokalrivalen Hanhals BK i (nya) Kungsbacka IF. KBI:s matchdress var helvit, under 1970-talet prydd av två blå tvärränder. Även klubbemblemet gick i blått och vitt, vilket inte torde ha varit svårt att enas kring vid sammanläggningen 1967 i och med att dessa var IFK:s färger medan Kungsbacka IF bar blått och guld i sitt emblem.
KBI övertog IFK Kungsbackas plats i seriesystemet, vilken innebar att man fick inleda med att spela i division III (motsvarande dagens division I) 1968. Föreningen tillhörde topplagen fram till mitten av 1970-talet, säsongen 1979 slutade med degradering till division IV Halland. 1980-talet tillbringades i tredje- och fjärdedivisionen (från serieomläggningen 1987 div. II resp. div. III). Första halvan av 1990-talet fortsatte i division II innan KBI rasade i seriesystemet och landade i division VI. Samtidigt hade Hanhals BK stabilserat sig på division V-nivå. I det läget slog de två föreningarna sig samman och bildade (nya) Kungsbacka IF.

## Tabellplaceringar

### Serieplaceringar, fotboll
| Nivå | Herrar                                |
| ---- | ------------------------------------- |
| 3    | Div. III (-1986), Div. II (1987-2005) |
| 4    | Div. IV (-1986), Div. III (1987-2005) |
| 5    | Div. V (-1986), Div. IV (1987-2005)   |
| 6    | Div. VI (-1986), Div. V (1987-2005)   |
| 7    | Div. VII (-1986), Div. VI (1987-2005) |

Resultat hämtade från SvFF, Everysport och Clas Glenning Football.
| Säsong      | Nivå | Serie                                                                  | Plac. | Anmärkning                                                                    |
| ----------- | ---- | ---------------------------------------------------------------------- | ----- | ----------------------------------------------------------------------------- |
| 1968        | 3    | Div. III Sydvästra Götaland                                            | 3     |                                                                               |
| 1969        | 3    | Div. III Sydvästra Götaland                                            | 2     |                                                                               |
| 1970        | 3    | Div. III Sydvästra Götaland                                            | 3     |                                                                               |
| 1971        | 3    | Div. III Sydvästra Götaland                                            | 2     |                                                                               |
| 1972        | 3    | Div. III Sydvästra Götaland                                            | 2     |                                                                               |
| 1973        | 3    | Div. III Sydvästra Götaland                                            | 2     |                                                                               |
| 1974        | 3    | Div. III Sydvästra Götaland                                            | 6     |                                                                               |
| 1975        | 3    | Div. III Nordvästra Götaland                                           | 5     |                                                                               |
| 1976        | 3    | Div. III Sydvästra Götaland                                            | 2     |                                                                               |
| 1977        | 3    | Div. III Sydvästra Götaland                                            | 7     |                                                                               |
| 1978        | 3    | Div. III Sydvästra Götaland                                            | 9     |                                                                               |
| 1979        | 3    | Div. III Sydvästra Götaland                                            | 11    | nedflyttad till division IV                                                   |
| 1980        | 4    | Div. IV Halland                                                        | 3     |                                                                               |
| 1981        | 4    | Div. IV Halland                                                        | 1     | uppflyttad till division III                                                  |
| 1982        | 3    | Div. III Sydvästra Götaland                                            | 2     |                                                                               |
| 1983        | 3    | Div. III Sydvästra Götaland                                            | 11    | nedflyttad till division IV                                                   |
| 1984        | 4    | Div. IV Halland                                                        | 2     |                                                                               |
| 1985        | 4    | Div. IV Halland                                                        | 1     | uppflyttad till division III                                                  |
| 1986        | 3    | Div. III Mellersta Götaland                                            | 5     | serieomläggning/nedflyttad till nya division III                              |
| 1987        | 4    | Div. III Mellersta Götaland                                            | 4     |                                                                               |
| 1988        | 4    | Div. III Sydvästra Götaland                                            | 2     | slutade 3p bakom seriesegraren Leikin                                         |
| 1989        | 4    | Div. III Sydvästra Götaland                                            | 2     | slutade 1p bakom seriesegraren Varbergs BoIS                                  |
| 1990        | 4    | Div. III Sydvästra Götaland                                            | 2     | uppflyttad till division II                                                   |
| 1991        | 3    | Div. II Västra Götaland (vårserie) Div. II Västra Götaland (höstserie) | 3 1   | Kval till division I: slog ut Hudiksvall (7-2), förlorade mot IF Leikin (0-3) |
| 1992 (vår)  | 3    | Div. II Västra Götaland (vårserie)                                     | 8     |                                                                               |
| 1993 (höst) | 4    | Hösttrean Sydvästra Götaland (höstserie)                               | 1     |                                                                               |
| 1993        | 3    | Div. II Västra Götaland                                                | 7     |                                                                               |
| 1994        | 3    | Div. II Västra Götaland                                                | 7     |                                                                               |
| 1995        | 3    | Div. II Västra Götaland                                                | 10    | kvarstod efter att ha vunnit kvalgrupp E                                      |
| 1996        | 3    | Div. II Västra Götaland                                                | 11    | nedflyttad                                                                    |
| 1997        | 4    | Div. III Mellersta Götaland                                            | 9     | nedlfyttad efter kvalspel mot Skara, Hovmantorp och Smålandsstenar            |
| 1998        | 5    | Div. IV Halland                                                        | 5     |                                                                               |
| 1999        | 5    | Div. IV Halland                                                        | 8     |                                                                               |
| 2000        | 5    | Div. IV Halland                                                        | 12    | nedflyttad till division V                                                    |
| 2001        | 6    | Div. V Halland norra                                                   | 12    | nedflyttad till division VI                                                   |
| 2002        | 7    | Div. VI Halland norra                                                  | 5     |                                                                               |
| 2003        | 7    | Div. VI Halland norra                                                  | 8     |                                                                               |
| 2004        | 7    | Div. VI Halland norra                                                  | 6     |                                                                               |
| 2005        | 7    | Div. VI Halland norra                                                  | 3     |                                                                               |

## Kända spelare
- Lennart Wing
- Karl-Erik "Tölö" Kristensson
- Rolf Wetterling
- Mikael Boman